# Peleliu
Peleliu (o Beliliou) è uno dei 16 stati in cui si divide Palau.

## Geografia fisica

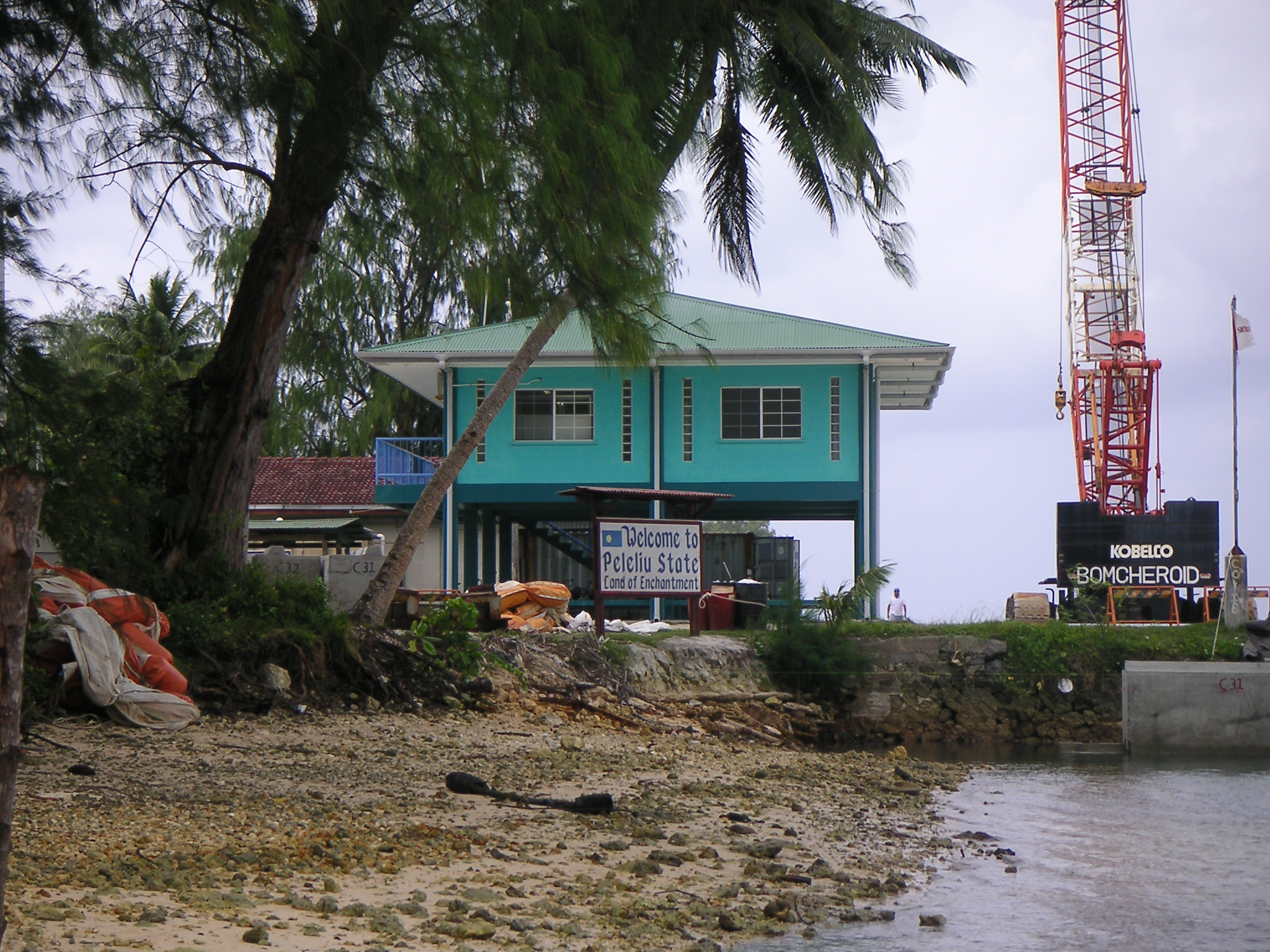
Molo nord dell'isola di Peleliu

Lo Stato di Peleliu è costituito dall'isola omonima, la principale delle isole delle Palau, e alcune isole minori. Peleliu è situata a nord-est di Angaur e a sud-ovest di Koror.
La superficie totale è di 13 km². Nel 2004 la sua popolazione ammontava a circa 700 persone, che la rende lo Stato più popoloso di Palau. La maggior parte della popolazione vive nel villaggio di Kloulklubed, situato sulla costa settentrionale e che costituisce la capitale dello Stato. Inclusa la capitale, vi sono quattro villaggi: Kloulklubed, la capitale appunto, nella parte nord-occidentale dell'isola, Imelechol, sulla costa nord-orientale, Lademisang, il villaggio più meridionale, nella parte centrale dell'isola, e Ongeuidel, il villaggio più settentrionale.

## Storia
Sull'isola durante la seconda guerra mondiale venne combattuta l'omonima battaglia, e da allora costituisce un memoriale sia per gli statunitensi che per i giapponesi. Furono infatti molti i caduti di entrambe le parti su quest'isola, dove si trova una spiaggia denominata dagli americani Bloody Beach (spiaggia sanguinosa, o anche maledetta).
Molte delle installazioni militari di quel periodo, tra le quali il campo di aviazione, sono ancora intatte, ed i relitti della battaglia sono visibili a poca distanza dalla costa. La US Navy ha battezzato una nave, la USS Peleliu, in ricordo di quella battaglia.